# Zhuangxiang
El rey Zhuangxiang de Qin (281–247 a. C.), de nombres personales Yiren y Zichu, fue un gobernante del Estado Qin durante el III siglo a. C. en el período de los Reinos Combatientes de la Antigua China.

## Vida
Yiren Nació del señor Anguo, segundo hijo y heredero aparente del rey Zhaoxiang, y de su concubina, la señora Xia. Fue escogido para servir como rehén en el Reino de Zhao. En Handan (la capital de Zhao), conoció a un mercader, Lü Buwei, quien vio en Yiren un extraordinario potencial para convertirse en el futuro rey de Qin. Lü Buwei Trató bien a Yiren, y le presentó a su concubina, la señora Zhao, que más tarde, le dio a Yiren un hijo, Ying Zheng.
Mientras tanto, a través de sobornos y maquinaciones, Lü Buwei ayudó a Yiren a regresar a Qin. También persuadió a la primera esposa del señor Anguo, la señora Huayang, que no tenía hijos, a adoptar a Yiren como hijo propio, covirtiéndole así en el heredero legítimo de Anguo. Como la señora Huayang era nativa del Estado Chu,  rebautizó a Yiren como "Zichu" (literalmente.«Hijo de Chu»). A la muerte del rey Zhaoxiang en 251 a. C., el señor Anguo ascendió el trono y se convirtió en «Rey Xiaowen», pero murió al año siguiente, justo tres días después de su coronación. Zichu sucedió a su padre como rey de Qin, conocido históricamente como «Rey Zhuangxiang de Qin». Nombró a Lü Buwei como su canciller, a la señora Zhao como su reina consorte, y a Ying Zheng como su príncipe heredero.
El rey Zhuangxiang murió en 247 a. C., después de reinar por tres años. Ying Zheng le sucedió, y unificó China finalmente a través de una serie de guerras contra los otros seis estados importantes, estableciendo la Dinastía Qin en 221 a. C., y convirtiéndose en Qin Shi Huang (Primer Emperador de Qin).